# Дирльмайер, Франц
Франц Дирльмайер (нем. Franz Dirlmeier, 22 ноября 1904, Франкфурт-на-Майне, Германская империя — 9 июня 1977, Вати, остров Итака, Греция) — немецкий филолог, руководящий сотрудник Аненербе.

## Биография
Изучал классическую философию в Мюнхенском университете. В 1931 году защитил кандидатскую диссертацию. В 1931—1934 годах преподавал в Белградском университете.
В 1933 году выступил одним из основателей белградской ячейки НСДАП. В 1934 г. вернулся в Мюнхен (его контракт в Белграде не был продлён по политическим причинам), защитил докторскую диссертацию, преподавал в университете. Член Национал-социалистического союза доцентов и Национал-социалистического союза учителей. С 1934 г. доцент, с 1938 г. ординарный профессор. С 1939 г. возглавлял учебно-исследовательский отдел классической филологии и Древнего мира Аненербе. С 1941 г. декан филологического факультета Мюнхенского университета.
В 1945 г. был уволен с должности декана и должен был пройти процесс денацификации. В том же году стал научным сотрудником только что образованного университета Майнца. С 1946 г. ординарный профессор, заведующий кафедрой классической филологии. В 1951—1959 гг. преподавал в Вюрцбургском университете, в 1959—1970 гг. — в Гейдельбергском университете. С 1961 г. член Гейдельбергской академии наук, секретарь философско-исторического класса.